# Lista de prêmios e indicações recebidos por Renée Zellweger

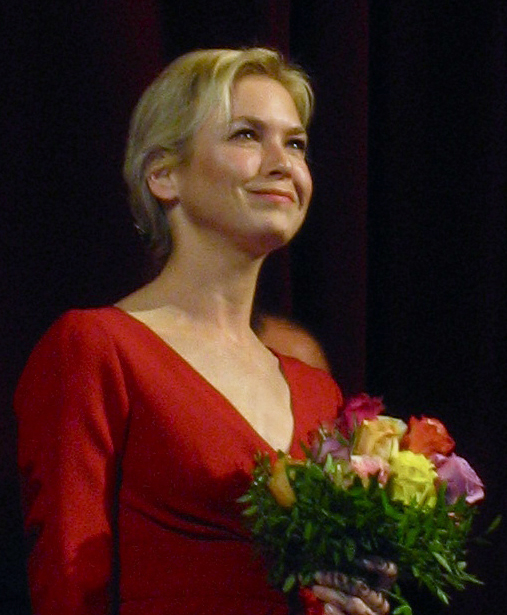
Renée Zellweger em 2019.

A seguir, é apresentada uma lista de prêmios e indicações recebidos por Renée Zellweger. Em 2004, Zellweger ganhou o Oscar, o Globo de Ouro, o BAFTA e o SAG Award de Melhor Atriz Coadjuvante por Cold Mountain. Ela recebeu sete indicações ao Globo de Ouro, vencendo quatro vezes por suas atuações em Nurse Betty (2000), Chicago (2002), Cold Mountain (2003) e Judy (2019). Em 2019, sua atuação como Judy Garland no filme Judy recebeu elogios da crítica e rendeu a Zellweger seu segundo Oscar. Em 2021, recebeu sua primeira indicação ao Grammy Awards, na categoria de Melhor Álbum Pop Tradicional com Vocais.

## Principais prêmios

### Oscar
| Ano  | Título                | Categoria                | Resultado |
| ---- | --------------------- | ------------------------ | --------- |
| 2002 | Bridget Jones's Diary | Melhor Atriz             | Indicado  |
| 2003 | Chicago               | Melhor Atriz             | Indicado  |
| 2004 | Cold Mountain         | Melhor Atriz Coadjuvante | Venceu    |
| 2020 | Judy                  | Melhor Atriz             | Venceu    |

### BAFTA
| Ano  | Título                | Categoria                | Resultado |
| ---- | --------------------- | ------------------------ | --------- |
| 2002 | Bridget Jones's Diary | Melhor Atriz             | Indicado  |
| 2003 | Chicago               | Melhor Atriz             | Indicado  |
| 2004 | Cold Mountain         | Melhor Atriz Coadjuvante | Venceu    |
| 2020 | Judy                  | Melhor Atriz             | Venceu    |

### Emmy Awards
| Ano  | Título                           | Categoria                         | Resultado |
| ---- | -------------------------------- | --------------------------------- | --------- |
| 2025 | Bridget Jones: Mad About the Boy | Melhor Filme Feito Para Televisão | Pendente  |

### Globo de Ouro
| Ano  | Título                            | Categoria                                   | Resultado |
| ---- | --------------------------------- | ------------------------------------------- | --------- |
| 2001 | Nurse Betty                       | Melhor Atriz em Cinema - Comédia ou Musical | Venceu    |
| 2002 | Bridget Jones's Diary             | Melhor Atriz em Cinema - Comédia ou Musical | Indicado  |
| 2003 | Chicago                           | Melhor Atriz em Cinema - Comédia ou Musical | Venceu    |
| 2004 | Cold Mountain                     | Melhor Atriz Coadjuvante em Cinema          | Venceu    |
| 2005 | Bridget Jones: The Edge of Reason | Melhor Atriz em Cinema - Comédia ou Musical | Indicado  |
| 2007 | Miss Potter                       | Melhor Atriz em Cinema - Comédia ou Musical | Indicado  |
| 2020 | Judy                              | Melhor Atriz em Cinema - Drama              | Venceu    |

### SAG Awards
| Ano  | Título                | Categoria                | Resultado |
| ---- | --------------------- | ------------------------ | --------- |
| 1997 | Jerry Maguire         | Melhor Atriz Coadjuvante | Indicado  |
| 2002 | Bridget Jones's Diary | Melhor Atriz Principal   | Indicado  |
| 2003 | Chicago               | Melhor Atriz Principal   | Venceu    |
| 2003 | Chicago               | Melhor Elenco em Cinema  | Venceu    |
| 2004 | Cold Mountain         | Melhor Atriz Coadjuvante | Venceu    |
| 2020 | Judy                  | Melhor Atriz Principal   | Venceu    |

### Grammy Awards
| Ano  | Título | Categoria                               | Resultado |
| ---- | ------ | --------------------------------------- | --------- |
| 2021 | Judy   | Melhor Álbum Pop Tradicional com Vocais | Indicado  |

## Outros prêmios

### Atlanta Film Critics Circle
| Ano  | Título | Categoria    | Resultado |
| ---- | ------ | ------------ | --------- |
| 2019 | Judy   | Melhor Atriz | Venceu    |

### AACTA International Awards
| Ano  | Título | Categoria                  | Resultado |
| ---- | ------ | -------------------------- | --------- |
| 2019 | Judy   | Melhor Atriz Internacional | Indicado  |

### AARP's Movies For Grownups Awards
| Ano  | Título | Categoria    | Resultado |
| ---- | ------ | ------------ | --------- |
| 2019 | Judy   | Melhor Atriz | Venceu    |

### American Comedy Awards
| Ano  | Título      | Categoria              | Resultado |
| ---- | ----------- | ---------------------- | --------- |
| 2000 | Nurse Betty | Melhor Atriz - Comédia | Indicado  |

### Alliance of Women Film Journalists
| Ano  | Título                | Categoria         | Resultado |
| ---- | --------------------- | ----------------- | --------- |
| 2001 | Bridget Jones's Diary | Menção Especial   | Venceu    |
| 2019 | Judy                  | Melhor Atriz      | Indicado  |
| 2019 | Judy                  | Melhor Desempenho | Indicado  |

### Austin Film Critics Association
| Ano  | Título | Categoria    | Resultado |
| ---- | ------ | ------------ | --------- |
| 2019 | Judy   | Melhor Atriz | Indicado  |

### Awards Circuit Community Awards
| Ano  | Título        | Categoria                | Resultado         |
| ---- | ------------- | ------------------------ | ----------------- |
| 1996 | Jerry Maguire | Melhor Atriz Coadjuvante | Venceu (2º lugar) |
| 2002 | Chicago       | Melhor Atriz             | Indicado          |
| 2002 | Chicago       | Melhor Elenco            | Indicado          |
| 2003 | Cold Mountain | Melhor Atriz Coadjuvante | Venceu            |
| 2003 | Cold Mountain | Melhor Elenco            | Indicado          |
| 2019 | Judy          | Melhor Atriz             | Venceu            |

### British Independent Film Awards
| Ano  | Título | Categoria    | Resultado |
| ---- | ------ | ------------ | --------- |
| 2019 | Judy   | Melhor Atriz | Venceu    |

### Blockbuster Entertainment Awards
| Ano  | Título             | Categoria                                    | Resultado |
| ---- | ------------------ | -------------------------------------------- | --------- |
| 1996 | Jerry Maguire      | Atriz Coadjuvante Favorita - Comédia/Romance | Venceu    |
| 2000 | Me, Myself & Irene | Atriz Favorita - Comédia/Romance             | Indicado  |

### Central Ohio Film Critics Association
| Ano  | Título        | Categoria                | Resultado |
| ---- | ------------- | ------------------------ | --------- |
| 2003 | Cold Mountain | Melhor Atriz Coadjuvante | Venceu    |

### Chicago Film Critics Association
| Ano  | Título                               | Categoria                | Resultado |
| ---- | ------------------------------------ | ------------------------ | --------- |
| 1996 | Jerry Maguire & The Whole Wide World | Atriz Revelação          | Indicado  |
| 2002 | Chicago                              | Melhor Atriz             | Indicado  |
| 2003 | Cold Mountain                        | Melhor Atriz Coadjuvante | Indicado  |
| 2019 | Judy                                 | Melhor Atriz             | Indicado  |

### Critics' Choice Awards
| Ano  | Título                | Categoria                | Resultado |
| ---- | --------------------- | ------------------------ | --------- |
| 1997 | Jerry Maguire         | Melhor Revelação         | Venceu    |
| 2002 | Bridget Jones's Diary | Melhor Atriz             | Indicado  |
| 2003 | Chicago               | Melhor Elenco            | Venceu    |
| 2004 | Cold Mountain         | Melhor Atriz Coadjuvante | Venceu    |
| 2020 | Judy                  | Melhor Atriz             | Venceu    |

### Dallas–Fort Worth Film Critics Association
| Ano  | Título                | Categoria                | Resultado         |
| ---- | --------------------- | ------------------------ | ----------------- |
| 2000 | Nurse Betty           | Melhor Atriz             | Venceu (4° lugar) |
| 2001 | Bridget Jones's Diary | Melhor Atriz             | Venceu (3° lugar) |
| 2002 | Chicago               | Melhor Atriz             | Venceu (2° lugar) |
| 2003 | Cold Mountain         | Melhor Atriz Coadjuvante | Venceu            |
| 2019 | Judy                  | Melhor Atriz             | Venceu (2° lugar) |

### Detroit Film Critics Society
| Ano  | Título | Categoria    | Resultado |
| ---- | ------ | ------------ | --------- |
| 2019 | Judy   | Melhor Atriz | Indicado  |

### Dorian Awards
| Ano  | Título | Categoria           | Resultado |
| ---- | ------ | ------------------- | --------- |
| 2019 | Judy   | Melhor Atriz do Ano | Venceu    |

### Dublin Film Critics Circle
| Ano  | Título | Categoria    | Resultado         |
| ---- | ------ | ------------ | ----------------- |
| 2019 | Judy   | Melhor Atriz | Venceu (4° lugar) |

### Empire Awards
| Ano  | Título                | Categoria    | Resultado |
| ---- | --------------------- | ------------ | --------- |
| 2001 | Bridget Jones's Diary | Melhor Atriz | Indicado  |
| 2005 | Cinderella Man        | Melhor Atriz | Indicado  |

### Florida Film Critics Circle
| Ano  | Título | Categoria    | Resultado |
| ---- | ------ | ------------ | --------- |
| 2019 | Judy   | Melhor Atriz | Indicado  |

### Georgia Film Critics Association
| Ano  | Título | Categoria    | Resultado |
| ---- | ------ | ------------ | --------- |
| 2019 | Judy   | Melhor Atriz | Indicado  |

### Goldene Kamera
| Ano  | Título | Categoria                  | Resultado |
| ---- | ------ | -------------------------- | --------- |
| 2010 | —      | Melhor Atriz Internacional | Venceu    |

### Hasty Pudding Theatricals
| Ano  | Título | Categoria     | Resultado |
| ---- | ------ | ------------- | --------- |
| 2009 | —      | Mulher do Ano | Venceu    |

### Hollywood Critics Association
| Ano  | Título | Categoria    | Resultado |
| ---- | ------ | ------------ | --------- |
| 2020 | Judy   | Melhor Atriz | Venceu    |

### Houston Film Critics Society
| Ano  | Título | Categoria    | Resultado |
| ---- | ------ | ------------ | --------- |
| 2019 | Judy   | Melhor Atriz | Venceu    |

### IndieWire Critics Poll
| Ano  | Título | Categoria    | Resultado         |
| ---- | ------ | ------------ | ----------------- |
| 2019 | Judy   | Melhor Atriz | Venceu (3° lugar) |

### Independent Spirit Awards
| Ano  | Título               | Categoria       | Resultado |
| ---- | -------------------- | --------------- | --------- |
| 1994 | Love and a .45       | Atriz Revelação | Indicado  |
| 1996 | The Whole Wide World | Melhor Atriz    | Indicado  |
| 2019 | Judy                 | Melhor Atriz    | Venceu    |

### London Film Critics' Circle
| Ano  | Título      | Categoria           | Resultado |
| ---- | ----------- | ------------------- | --------- |
| 2000 | Nurse Betty | Melhor Atriz do Ano | Indicado  |
| 2019 | Judy        | Melhor Atriz do Ano | Venceu    |

### Mar del Plata International Film Festival
| Ano  | Título               | Categoria    | Resultado |
| ---- | -------------------- | ------------ | --------- |
| 1996 | The Whole Wide World | Melhor Atriz | Venceu    |

### MTV Awards
| Ano  | Título                | Categoria                                    | Resultado |
| ---- | --------------------- | -------------------------------------------- | --------- |
| 1996 | Jerry Maguire         | Melhor Revelação                             | Indicado  |
| 2002 | Bridget Jones's Diary | Melhor Beijo (compartilhado com Colin Firth) | Indicado  |

### Music City Film Critics Association
| Ano  | Título | Categoria    | Resultado |
| ---- | ------ | ------------ | --------- |
| 2019 | Judy   | Melhor Atriz | Indicado  |

### National Board of Review
| Ano  | Título        | Categoria        | Resultado |
| ---- | ------------- | ---------------- | --------- |
| 1996 | Jerry Maguire | Melhor Revelação | Venceu    |
| 2019 | Judy          | Melhor Atriz     | Venceu    |

### National Society of Film Critics
| Ano  | Título        | Categoria                | Resultado         |
| ---- | ------------- | ------------------------ | ----------------- |
| 1996 | Jerry Maguire | Melhor Atriz Coadjuvante | Venceu (2° lugar) |

### New York Film Critics Circle
| Ano  | Título                                | Categoria    | Resultado         |
| ---- | ------------------------------------- | ------------ | ----------------- |
| 1998 | One True Thing & A Price Above Rubies | Melhor Atriz | Venceu (2° lugar) |

### North Carolina Film Critics Association
| Ano  | Título | Categoria    | Resultado |
| ---- | ------ | ------------ | --------- |
| 2019 | Judy   | Melhor Atriz | Indicado  |

### Online Film Critics Society
| Ano  | Título        | Categoria                | Resultado |
| ---- | ------------- | ------------------------ | --------- |
| 2002 | Chicago       | Melhor Elenco            | Indicado  |
| 2003 | Cold Mountain | Melhor Atriz Coadjuvante | Indicado  |
| 2019 | Judy          | Melhor Atriz             | Indicado  |

### Online Association of Female Film Critics
| Ano  | Título | Categoria    | Resultado |
| ---- | ------ | ------------ | --------- |
| 2019 | Judy   | Melhor Atriz | Indicado  |

### Palm Springs International Film Festival
| Ano  | Título | Categoria                     | Resultado |
| ---- | ------ | ----------------------------- | --------- |
| 2020 | Judy   | Desert Palm Achievement Award | Venceu    |

### Phoenix Film Critics Society
| Ano  | Título        | Categoria                | Resultado |
| ---- | ------------- | ------------------------ | --------- |
| 2000 | Nurse Betty   | Melhor Atriz             | Indicado  |
| 2002 | Chicago       | Melhor Atriz             | Indicado  |
| 2002 | Chicago       | Melhor Elenco            | Indicado  |
| 2003 | Cold Mountain | Melhor Atriz Coadjuvante | Indicado  |
| 2019 | Judy          | Melhor Atriz             | Venceu    |

### Russian Guild of Film Critics
| Ano  | Título  | Categoria                | Resultado |
| ---- | ------- | ------------------------ | --------- |
| 2003 | Chicago | Melhor Atriz Estrangeira | Indicado  |

### San Diego Film Critics Society
| Ano  | Título        | Categoria                | Resultado |
| ---- | ------------- | ------------------------ | --------- |
| 2000 | Nurse Betty   | Melhor Atriz             | Indicado  |
| 2003 | Cold Mountain | Melhor Atriz Coadjuvante | Venceu    |
| 2019 | Judy          | Melhor Atriz             | Indicado  |

### Santa Barbara International Film Festival
| Ano  | Título | Categoria              | Resultado |
| ---- | ------ | ---------------------- | --------- |
| 2020 | Judy   | American Riviera Award | Venceu    |

### Satellite Awards
| Ano  | Título                | Categoria                | Resultado |
| ---- | --------------------- | ------------------------ | --------- |
| 1996 | Jerry Maguire         | Melhor Atriz Coadjuvante | Indicado  |
| 2000 | Nurse Betty           | Melhor Atriz             | Venceu    |
| 2001 | Bridget Jones's Diary | Melhor Atriz             | Indicado  |
| 2002 | White Oleander        | Melhor Atriz Coadjuvante | Indicado  |
| 2002 | Chicago               | Melhor Atriz             | Indicado  |
| 2020 | Judy                  | Melhor Atriz             | Indicado  |

### Saturn Awards
| Ano  | Título      | Categoria    | Resultado |
| ---- | ----------- | ------------ | --------- |
| 2006 | Miss Potter | Melhor Atriz | Indicado  |

### Seattle Film Critics Society
| Year | Nominated work | Category     | Result   |
| ---- | -------------- | ------------ | -------- |
| 2019 | Judy           | Best Actress | Indicado |

### Southeastern Film Critics Association
| Ano  | Título        | Categoria                | Resultado |
| ---- | ------------- | ------------------------ | --------- |
| 2003 | Cold Mountain | Melhor Atriz Coadjuvante | Venceu    |

| Ano  | Título         | Categoria                | Resultado         |
| ---- | -------------- | ------------------------ | ----------------- |
| 2005 | Cinderella Man | Melhor Atriz Coadjuvante | Indicado          |
| 2019 | Judy           | Melhor Atriz             | Venceu (2° lugar) |

### Teen Choice Awards
| Ano  | Título                            | Categoria                                                  | Resultado |
| ---- | --------------------------------- | ---------------------------------------------------------- | --------- |
| 2001 | Bridget Jones's Diary             | Choice Chemistry (compartilhado com Hugh Grant)            | Indicado  |
| 2002 | Chicago                           | Choice Movie Liar                                          | Indicado  |
| 2004 | Bridget Jones: The Edge of Reason | Choice Movie Blush Scene (Bridget lands in a pig pen)      | Indicado  |
| 2004 | Bridget Jones: The Edge of Reason | Choice Movie Rockstar Moment (pela canção "Like a Virgin") | Indicado  |

### Telluride Film Festival
| Ano  | Título | Categoria        | Resultado |
| ---- | ------ | ---------------- | --------- |
| 2019 | —      | Silver Medallion | Venceu    |

### Texas Film Awards
| Ano  | Título | Categoria               | Resultado |
| ---- | ------ | ----------------------- | --------- |
| 2011 | —      | Texas Film Hall of Fame | Venceu    |

### Toronto Film Critics Association
| Ano  | Título | Categoria    | Resultado |
| ---- | ------ | ------------ | --------- |
| 2019 | Judy   | Melhor Atriz | Indicado  |

### Visual Effects Society
| Ano  | Título     | Categoria                                                      | Resultado |
| ---- | ---------- | -------------------------------------------------------------- | --------- |
| 2004 | Shark Tale | Melhor desempenho de um personagem animado em um filme animado | Indicado  |

### Washington D.C. Area Film Critics Association
| Ano  | Título         | Categoria                | Resultado |
| ---- | -------------- | ------------------------ | --------- |
| 2002 | White Oleander | Melhor Atriz Coadjuvante | Indicado  |
| 2003 | Cold Mountain  | Melhor Atriz Coadjuvante | Indicado  |
| 2019 | Judy           | Melhor Atriz             | Indicado  |

### Women Film Critics Circle
| Ano  | Título | Categoria    | Resultado         |
| ---- | ------ | ------------ | ----------------- |
| 2019 | Judy   | Melhor Atriz | Venceu (2° lugar) |